# Гарретт, Томас
Томас Гарретт (21 августа 1789 г. — 25 января 1871 г.) — американский аболиционист и один из лидеров «Подземной железной дороги», тайной системы для организации побегов негров-рабов и их переправки из рабовладельческих штатов юга США.

## Ранние годы. Образование
Гарретт родился в фермерской семье квакеров. Фамильная усадьба под названием «Ферма Ривервью» располагалась в графстве Делавэр, штат Пенсильвания. Когда Томас был мальчиком, одна из свободных черных женщин-слуг семьи была похищена людьми, которые собирались продать её в рабство на юге. Гарретты спасли её, и этот инцидент убедил их в правильности аболиционистских взглядов. Томас и его братья впоследствии стали активными участниками движения за отмену рабства.
После смерти Гарретта-старшего в 1839 году земля семьи была поделена между двумя его сыновьями, братьями Томаса, Иссаком и Эдвардом, которые создали на ней свои собственные фермы, назвав их «Ферма Фернлиф» и «Ферма Кливленд» соответственно. На большей части территории этих ферм сейчас располагается Арлингтонское кладбище. Дом Торнфилд, в котором Томас жил до 1822 года, построен примерно в 1800 году. В настоящий момент он является частным домовладением в Верхнем Дарби недалеко от Филадельфии.

## Карьера
После раскола между ортодоксальным квакерами и хикситами Гарретт перебрался из имения своей ортодоксальной семьи в город Уилмингтон в соседнем рабовладельческом штате Делавэр, чтобы одновременно уйти от проблем, связанных с расколом и продолжить борьбу с рабством. Он основал и успешно вел свой бизнес по добыче железной руды и изготовлению металлических изделий.
В 1827 году «Общество штата Делавэр» было реорганизовано в «Аболиционистское общество штата Делавэр». Его членами помимо прочих были Гарретт, Уильям Чандлер и другие. Президентом Общества был Джон Уэльс, вице-президентом Эдвард Уоррелл. В том же году Уэльс и Гарретт представляли свое общество на заседании Национального конгресса аболиционистов.
В 1835 году Гарретт стал директором новой Уилмингтонской газовой компании, которая изготавливала лампы для освещения. Газ делали «из канифоли, по цене 7 долларов за тысячу кубических футов». В 1836 году Томас Чандлер, Джозеф Уиттейкер и другие партнеры инвестировали свои средства в металлообрабатывающий завод Principio Furnace, который имел выгодное расположение в устье реки Саскуэханна, впадающей в Чесапикский залив рядом с городом Перривилл, штат Мэриленд.
Гарретт, не скрывая своих взглядов, работал начальником станции на последней остановке «Подземной железной дороги» в Делавэре. Он открыто бросал вызов охотникам за беглыми рабами, а также существовавшей рабовладельческой системе, не прибегая к каким бы то ни было мерам для обеспечения безопасности своего дома номер 227 на улице Шипли. Власти знали о его деятельности, но его ни разу не арестовали.
Однако в 1848 году против него и его коллеги, квакера Джона Хунна, был подан иск в Федеральный суд. Председателем судебного состава был главный судья Верховного суда США Роджер Таней, со стороны обвинения выступал Джеймс А. Байард-мл. Гарретт и Хунн были признаны виновными в нарушении Закона о беглых рабах и в оказании помощи в побеге семье беглых рабов. Как «организатор» побега, Гарретт должен был заплатить штраф в 4500 долларов. Его дом был принят судом в качестве залога и удерживался до тех пор, пока штраф не был оплачен благодаря помощи друзей Томаса. Тем не менее Гарретт продолжил помогать беглым рабам. На плаву остался и его бизнес.
Гарретта однажды посетил Уильям Ллойд Гаррисон, которым он восхищался. Однако они придерживались различных взглядов на вопрос противодействия рабству. Гаррисон был готов стать мучеником ради уничтожения рабства и не оказывал сопротивления, если к нему применяли насильственные методы воздействия. Гарретт же считал, что рабство может быть отменено только в результате гражданской войны, и когда на него нападали, защищался, давая отпор нападающим.
Гарретт был также другом и благодетелем известной «проводницы» Гарриет Табмен, которая много раз проходила через его станцию. Помимо жилья и еды Гарретт часто предоставлял ей деньги и обувь для проведения миссий по сопровождению беглецов к свободе. Гарретт также снабдил деньгами её родителей, чтобы они смогли убежать с Юга. В то время они были свободными людьми, но отца Табмен арестовали за то, что он скрывал у себя беглых рабов.
Количество побегов, организованных с помощью Гарретта, иногда преувеличивается. Сам он говорил, что «помог лишь 2700 людям» до того, как Гражданская война положила конец рабству.
Во время Гражданской войны в Америке свободные негры Уилмингтона охраняли дом Гарретта. Когда была принята пятнадцатая поправка к Конституции США, дающая право голоса чёрным мужчинам, афроамериканцы прокатили Гарретта по улицам Уилмингтона в открытой коляске с надписью «Наш Моисей».

## Смерть. Память
Гарретт умер 25 января 1871 года в возрасте 81 года. Освобожденные чернокожие несли его гроб на плечах до квакерского Дома собраний на Западной 4-й улице в Уилмингтоне, рядом с которым он и был похоронен.
В 1993 году в Уилмингтоне в честь Гарретта и Табман был назван парк. В Пенсильвании и Делавэре на нескольких зданиях, связанных с его деятельностью, установлены памятные знаки. Его дом, Торнфилд, остается в частной собственности. Рядом с ним на Гарретт-роуд в Верхнем Дарби также находится памятный знак.